# 布雷姆
布雷姆（法語：Brêmes，法語發音：[bʁɛm]）是法国上法蘭西大區加来海峡省的一个市镇，属于圣奥梅尔区。

## 地理
布雷姆（50°51'18"N, 1°58'11"E）面积7.25 平方千米，位于法国上法蘭西大區加来海峡省，该省份为法国北部沿海省份，西北濒北海，南至索姆省，东临北部省。
与布雷姆接壤的市镇（或旧市镇、城区）包括：阿德尔、朗德勒坦莱萨德尔、卢什、罗德兰冈、巴兰冈。

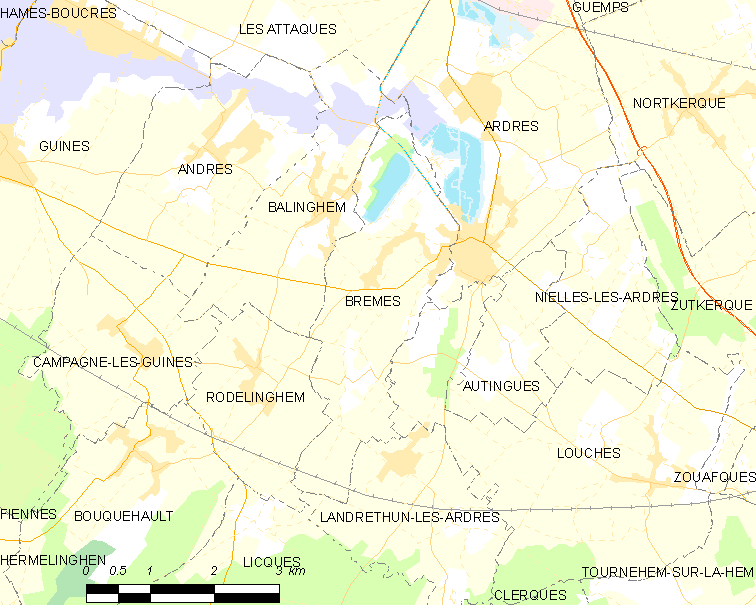
布雷姆的OSM定位图

布雷姆的时区为UTC+01:00、UTC+02:00（夏令时）。

## 行政
布雷姆的邮政编码为62610，INSEE市镇编码为62174。

## 政治
布雷姆所属的省级选区为加来第二县。

## 人口

1962-2008年间布雷姆人口变化图示

布雷姆于2022年1月1日时的人口数量为1311人。